# Honguemare-Guenouville

Honguemare-Guenouville este o comună în departamentul Eure, Franța. În 1 ianuarie 2022 avea o populație de 702 de locuitori.